# Atomosia cerverai
Atomosia cerverai là một loài ruồi trong họ Asilidae. Atomosia cerverai được Bromley miêu tả năm 1929. Loài này phân bố ở vùng Tân nhiệt đới.